# Byttorpskyrkan
Byttorpskyrkan ligger på Ekkullen vid sjön Kolbränningen i stadsdelen Byttorp i Borås. Den tillhör Borås Caroli församling i Skara stift.

## Kyrkobyggnaden
Kyrkan, som ritades av Rolf Bergh, invigdes av biskop Sven Danell den 27 mars 1965 och blev därmed den andra stadsdelskyrkan i Caroli församling efter Sjöbo kyrka. Byggnaden är uppförd av fasadtegel från Mälardalens tegelbruk i ett fritt läge på en höjd. Klockstapeln och muren mot gatan är gjutna i rå betong. Fasadteglet är oputsat och de flacka taken är koppartäckta. 
Interiören präglas av fasadtegel i väggar och golv, liksom i predikstolen. Fasta bänkkvarter med mittgång i mittskeppet. Korväggen är cirkulär och har en utanför liggande koromgång med småkapell. Det fristående altaret flankeras av två skulpterade träpelare, som stöder träbalkarna mellan de tre skeppen. 

## Inventarier
- Röda granitblock har använts till altaret och dopfunten, medan dopskålen är av kristallglas.
- En Kristusskulptur är utförd av Allan Runefelt.
- I tvärskeppet finns fönster utformade av Folke Heybroek.
- Brudkrona skänkt av Tullen-Byttorps husmodersförening vid invigningen.
- Dopskål skänkt av söndagsskolebarn.
- Bibel till predikstolen skänkt av arbetskretsen.
- Vinkanna och oblatask skänkta av Byttorps diakonikrets.

## Orgel
Orgeln står på golvet i norr. Den tillverkades 1966 av Tore Lindegren och har elva stämmor fördelade på två manualer och pedal. I den samtida fasaden finns totalt 33 ljudande fasadpipor.
| Huvudverk (I) (C-g3) | Bröstverk (II) (C-g3) | Pedal (C-f1) | Koppel |
| -------------------- | --------------------- | ------------ | ------ |
| Rörflöjt 8'          | Gedackt 8'            | Subbas 16'   | I/P    |
| Principal 4'         | Rörflöjt 4'           | Borduna 8'   | II/P   |
| Kvinta 2 2/3'        | Waldflöjt 2'          |              | II/I   |
| Oktava 2'            | Nasat 1 1/3'          |              |        |
|                      | Regal 8'              |              |        |
|                      | Tremulant             |              |        |
|                      | Crescendosvällare     |              |        |